# Иногда. Всегда. Никогда
«Иногда. Всегда. Никогда» (англ. Sometimes Always Never) — британская драма режиссёра Карла Хантера по сценарию Фрэнка Коттрелла Бойса. В главных ролях Билл Найи, Сэм Райли, Дженни Эгаттер.
Премьера фильма состоялась на Лондонском международном кинофестивале 12 октября 2018 года.

## Сюжет
Алан, портной со сложным характером. Но он потратил годы на неустанные поиски своего пропавшего сына Майкла, который сбежал из дома во время игры в скрэббл. Его семья разобщена и Алан должен восстановить отношения со своим младшим сыном и выяснить личность загадочного онлайн-игрока, который, по его мнению, может быть Майклом, чтобы, наконец, двигаться дальше и воссоединить свою семью.

## В ролях
- Билл Найи — Алан
- Сэм Райли — Питер
- Дженни Эгаттер — Маргарет
- Элис Лоу — Сью
- Тим Макиннерни — Артур
- Алексей Сэйл — Билл

## Восприятие
На сайте Rotten Tomatoes, фильм имеет рейтинг 82 % на основе 94 отзывов со средней оценкой 6,8 / 10. На Metacritic у фильма 67/100 баллов на основе 19 отзывов, что указывает на «в целом положительные оценки».
Камболе Кэмпбелл из Empire пишет: «Несмотря на сильные актёрские работы и остроумный сценарий, фильм слишком сильно отдаёт дань уважения самому себе, подменяя, а порой и имитируя своеобразный стиль».